# Эфрусси, Анна
Анна Эфрусси (Anne Ephrussi, при рождении фр. Anne Efrousi; род. 1955) — французский учёный, член Французской академии наук (2008). Доктор философии (1985), сотрудница Европейской молекулярно-биологической лаборатории (EMBL) с 1992 года. Член НАН США (2022). Лауреат EMBO-FEBS Women in Science prize (2024).
Дочь молекулярного биолога Бориса Самойловича Эфрусси.

## Биография
Окончила Гарвардский университет (бакалавр биохимии и молекулярной биологии, 1979).
В 1985 году получила степень доктора философии по биологии в Массачусетском технологическом институте, занималась для этого в лаборатории Судзуми Тонегава, впоследствии нобелевского лауреата.
В 1986—1989 гг. постдок в лаборатории Т. Маниатиса в Гарвардском университете, а в 1989—1992 гг. — в лаборатории Ruth Lehmann в Whitehead Institute Массачусетского технологического института. С 1992 года групп-лидер, с 1998 года старший научный сотрудник, в 2005—2008 гг. декан аспирантуры, с 2005 года глава международного центра повышения квалификации (EICAT), с 2007 года глава отдела биологии развития EMBL.
Член EMBO (1995), Европейской академии (2010).
Член редколлегии Cell.
Кавалер ордена «За заслуги» (2011) и ордена Почётного легиона (2015).